# Cirspitzen
Die Cirspitzen (ladinisch Pizes de Cir; italienisch Gruppo del Cir, in der älteren deutschsprachigen Literatur findet man auch die Schreibweise Tschierspitzen) sind eine Berggruppe nördlich des Grödner Joches in Südtirol, Italien. Sie wird der Puezgruppe in den Dolomiten zugeordnet. Die Große und die Kleine Cirspitze sind über Wanderwege oder Klettersteige zu begehen, die Gipfel der anderen Cirspitzen können nur durch alpines Klettern erreicht werden.

## Große Cirspitze

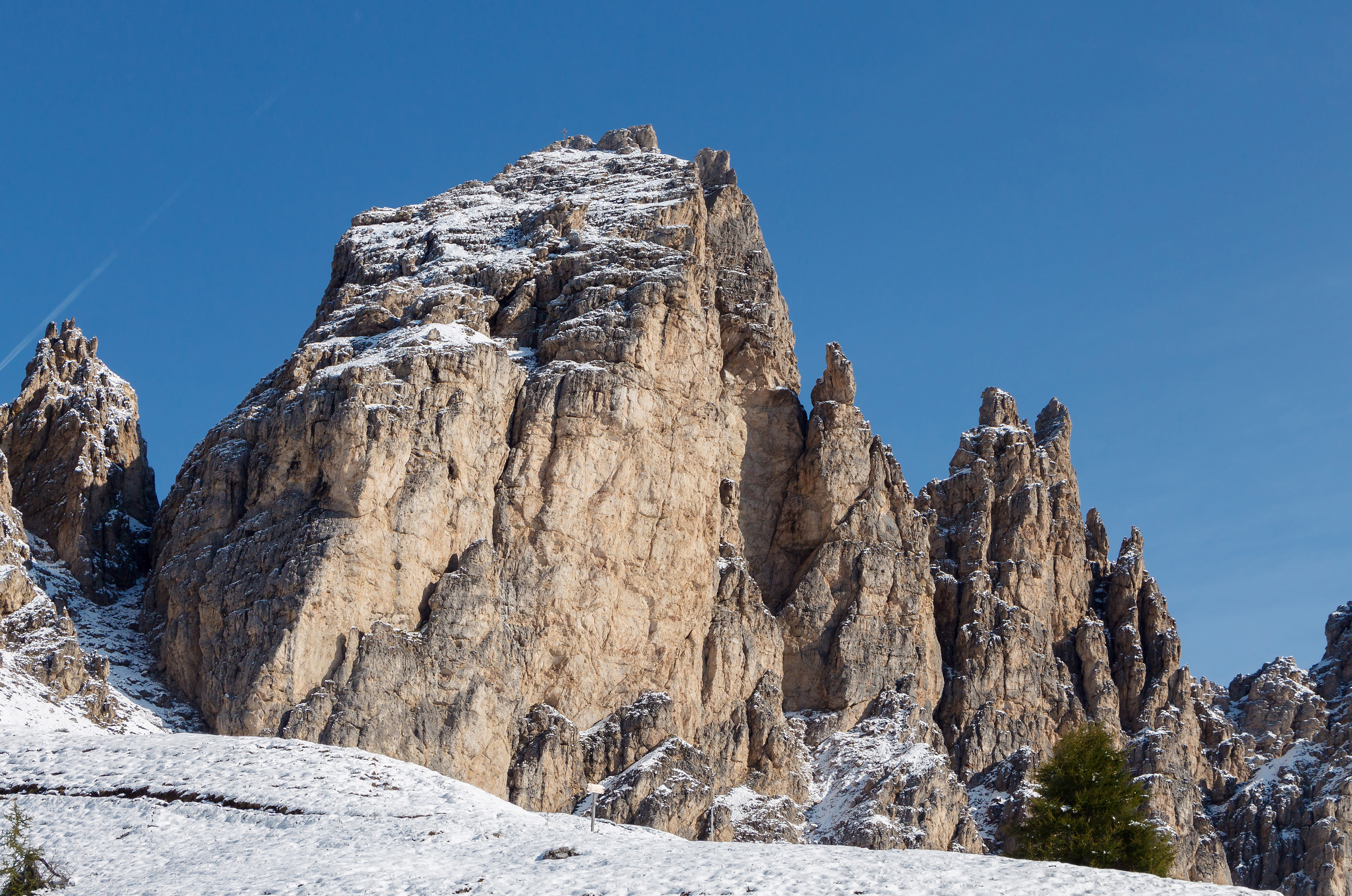
Große Cirspitze

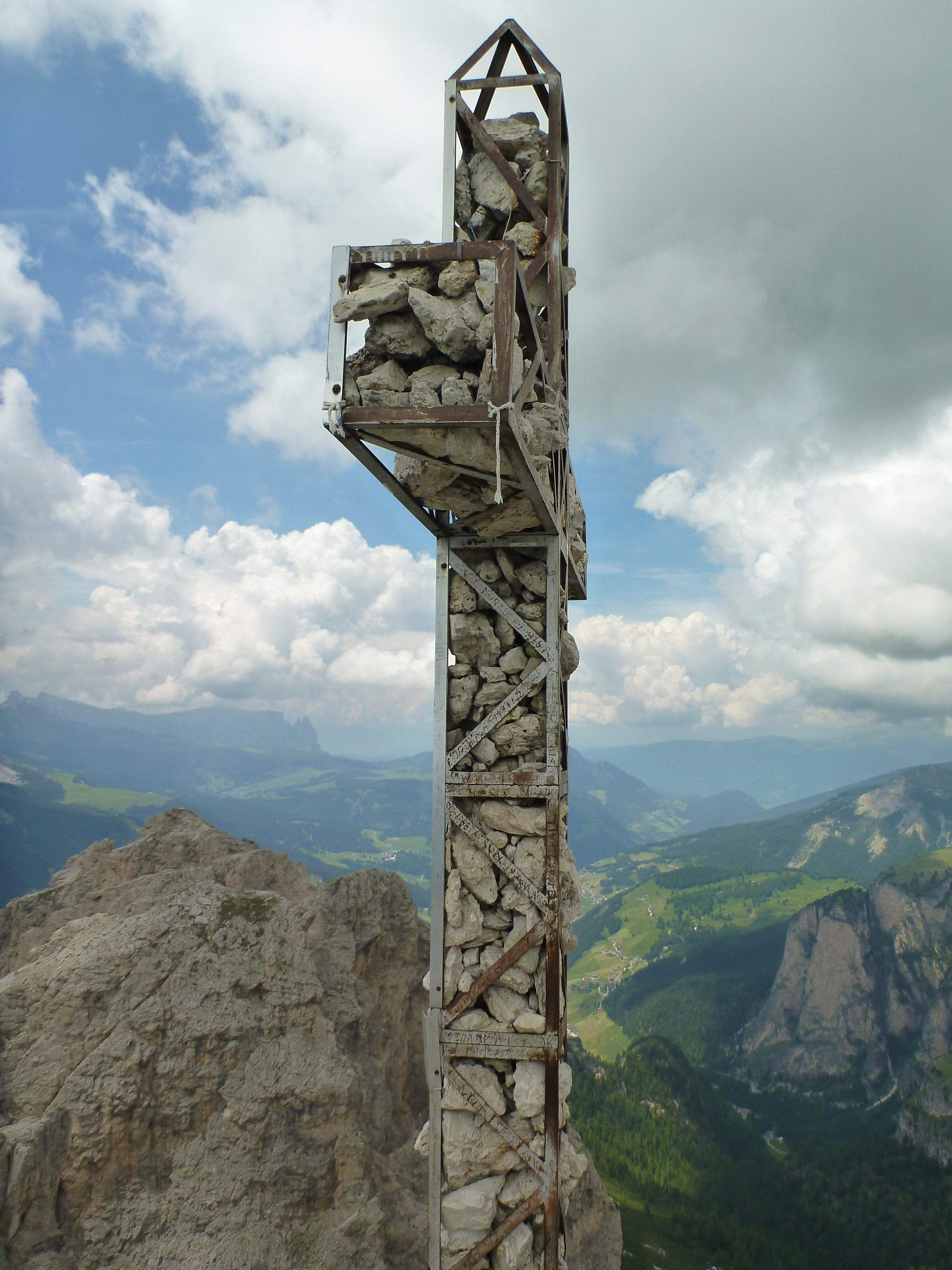
Gipfelkreuz der Großen Cirspitze

Die Große Cirspitze (ital.: Gran Cir) ist mit 2592 Metern die höchste Erhebung der Berggruppe. Der Gipfel der Großen Cirspitze wurde vermutlich schon früher von ladinischen Jägern erstiegen. Die erste touristische Ersteigung erfolgte am 7. August 1887 durch Johann Santner und Gottfried Merzbacher von der Westseite (I (UIAA-Skala)). Die Große Cirspitze ist heute über den Normalweg auch ohne Klettererfahrung und ohne große Schwierigkeiten zu erreichen. Der Weg führt zuerst über ein Schotterfeld, dann entlang an einer Wand und hoch bis zum Gipfelkreuz. An einigen Stellen ist dieser Anstieg mit einem Drahtseil gesichert.

## Kleine Cirspitze

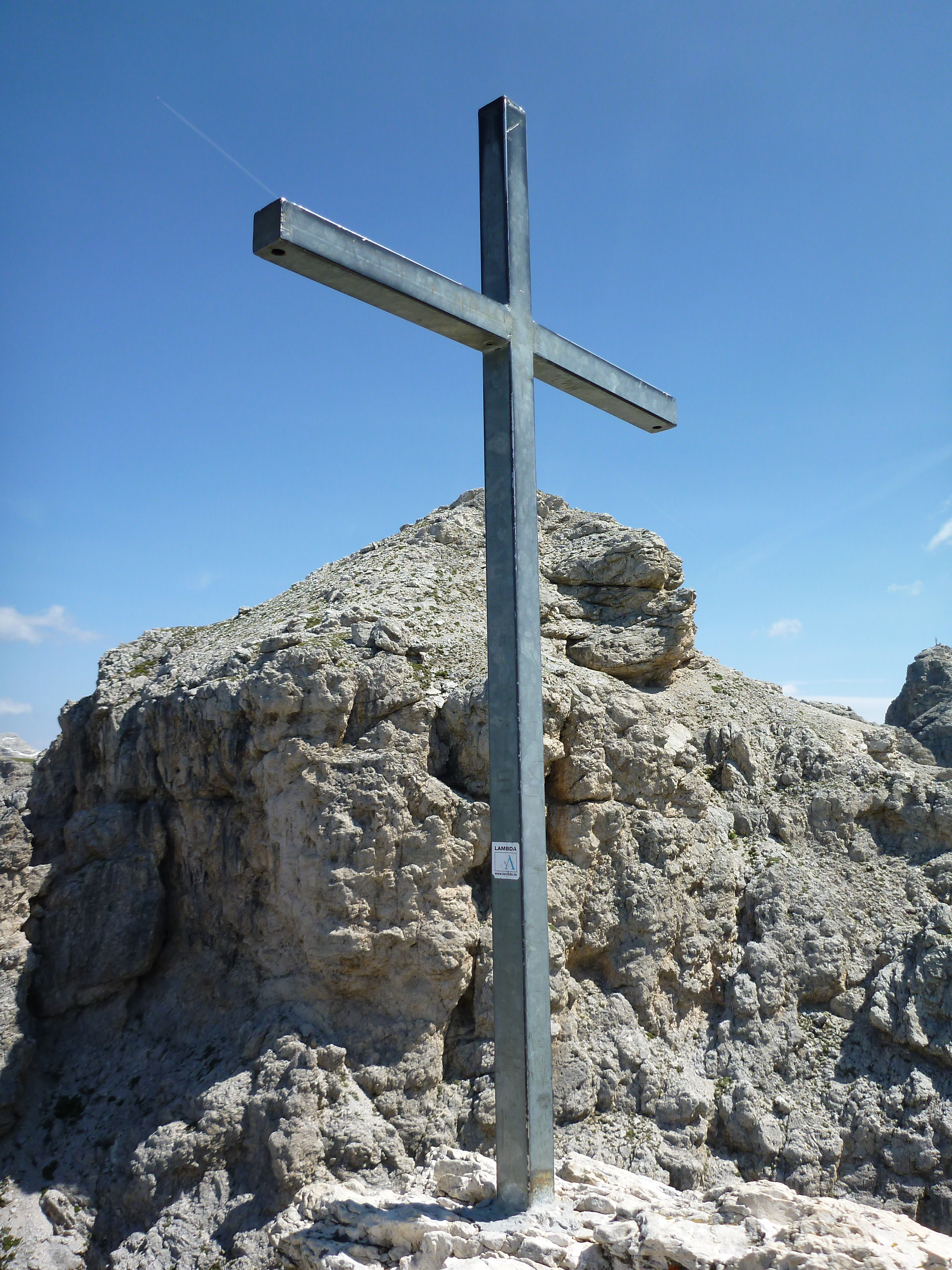
Gipfelkreuz der Kleinen Cirspitze

Der Gipfel der Kleinen Cirspitze (ital.: Piccola Cir) hat eine Höhe von 2520 Metern. Sie liegt westlich der Großen Cirspitze in der Nähe der Bergstation der Dantercepies-Seilbahn. Die Kleine Cirspitze kann über einen gut ausgebauten, mäßig schwierigen Klettersteig (B/C) erreicht werden. Der Weg führt von der Südseite zum Gipfel und anschließend auf der Ostseite teilweise durch ein Schotterfeld wieder herunter.

## Umgebung
Über das Cirjoch gelangt man in das Chedultal, auch Chedul-Tal (Aussprache: Kedul), das sich nördlich der Berggruppe befindet. Vom Grödner Joch erreicht man die Cirspitzen über verschiedene Wege, unterhalb der Spitzen befindet sich auf 2220 Metern Höhe die Jimmyhütte.

## Galerie

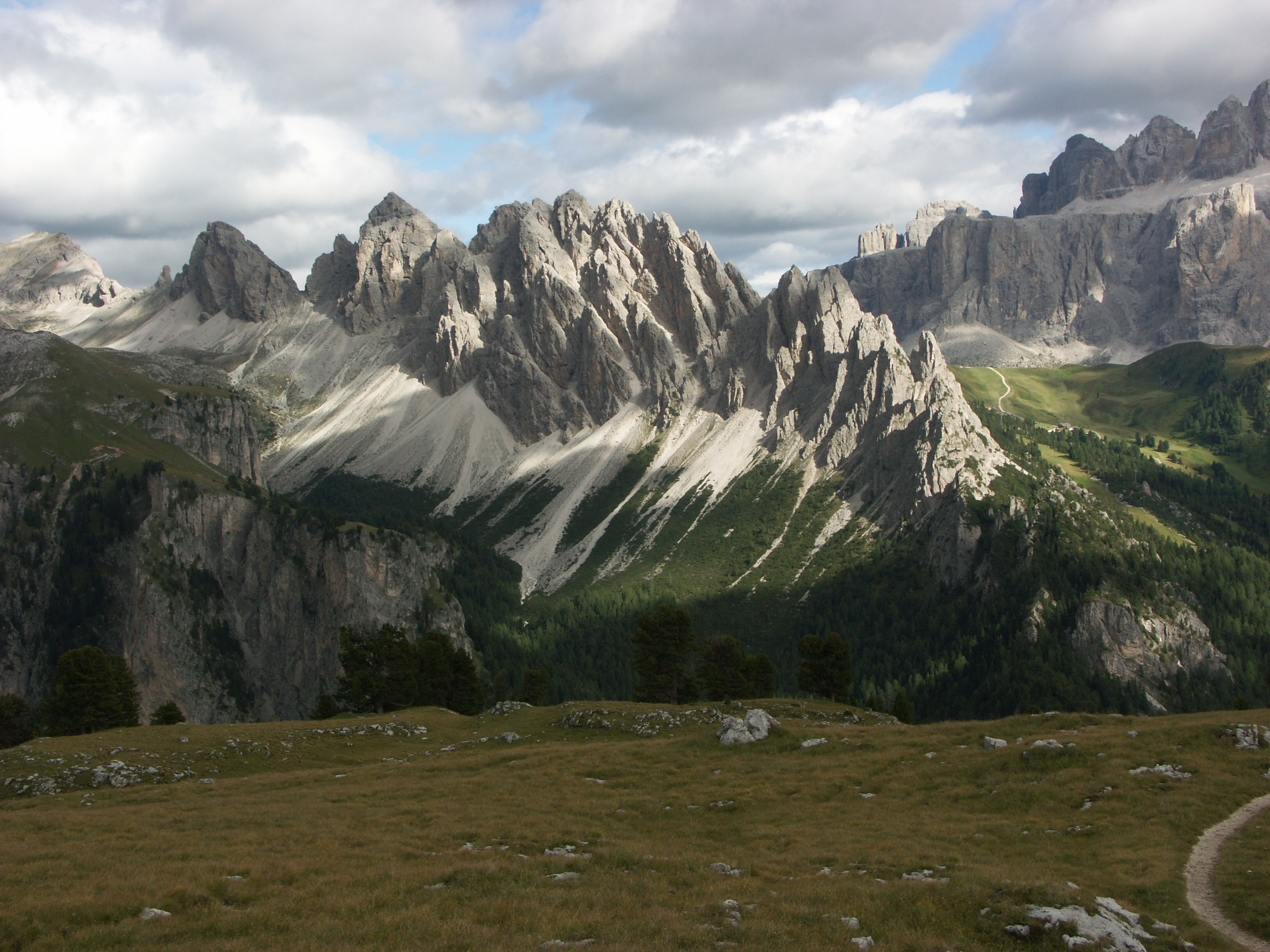
Cirspitzen von der Stevia
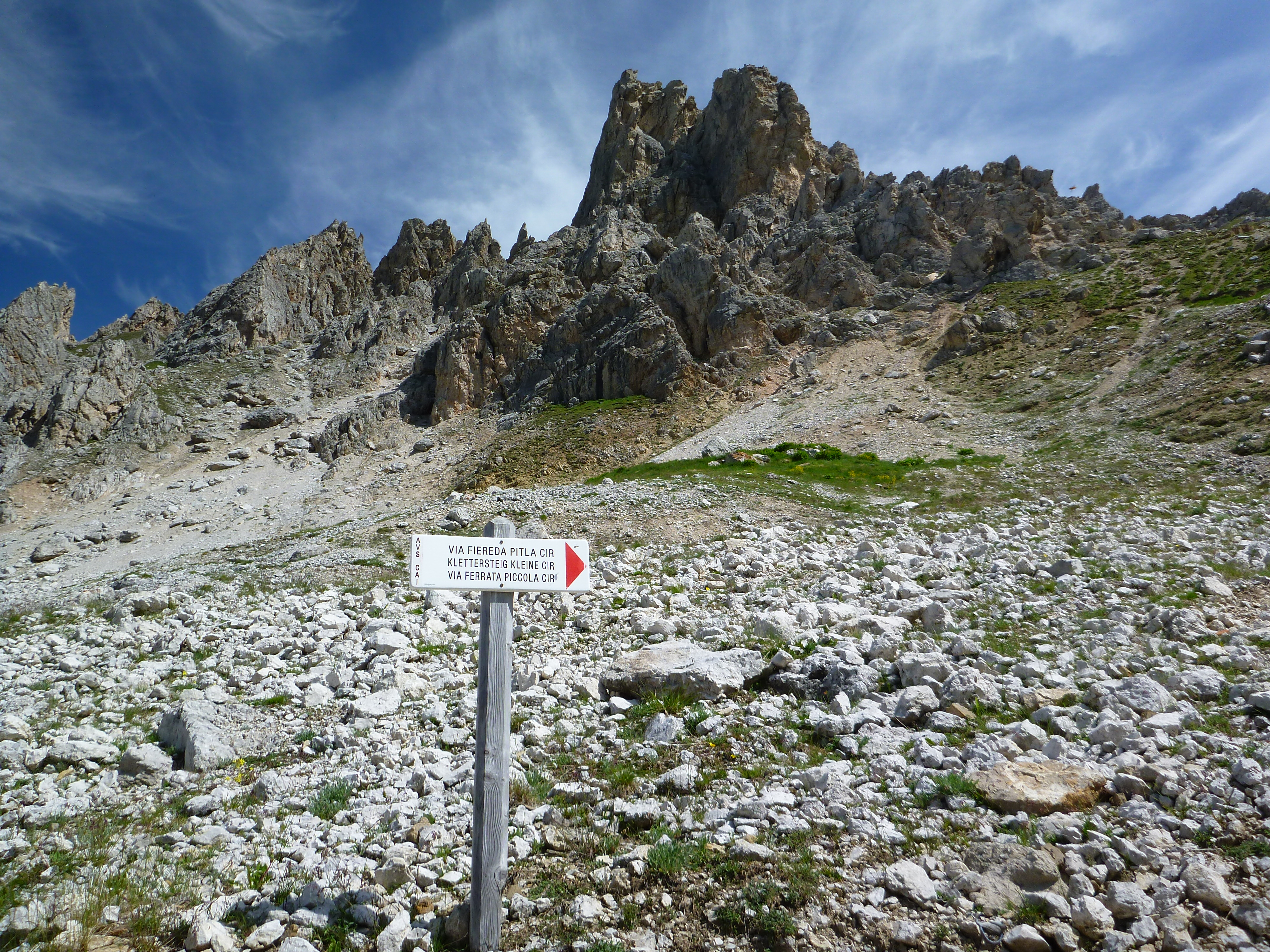
Wegweiser zum Klettersteig Kleine Cirspitze
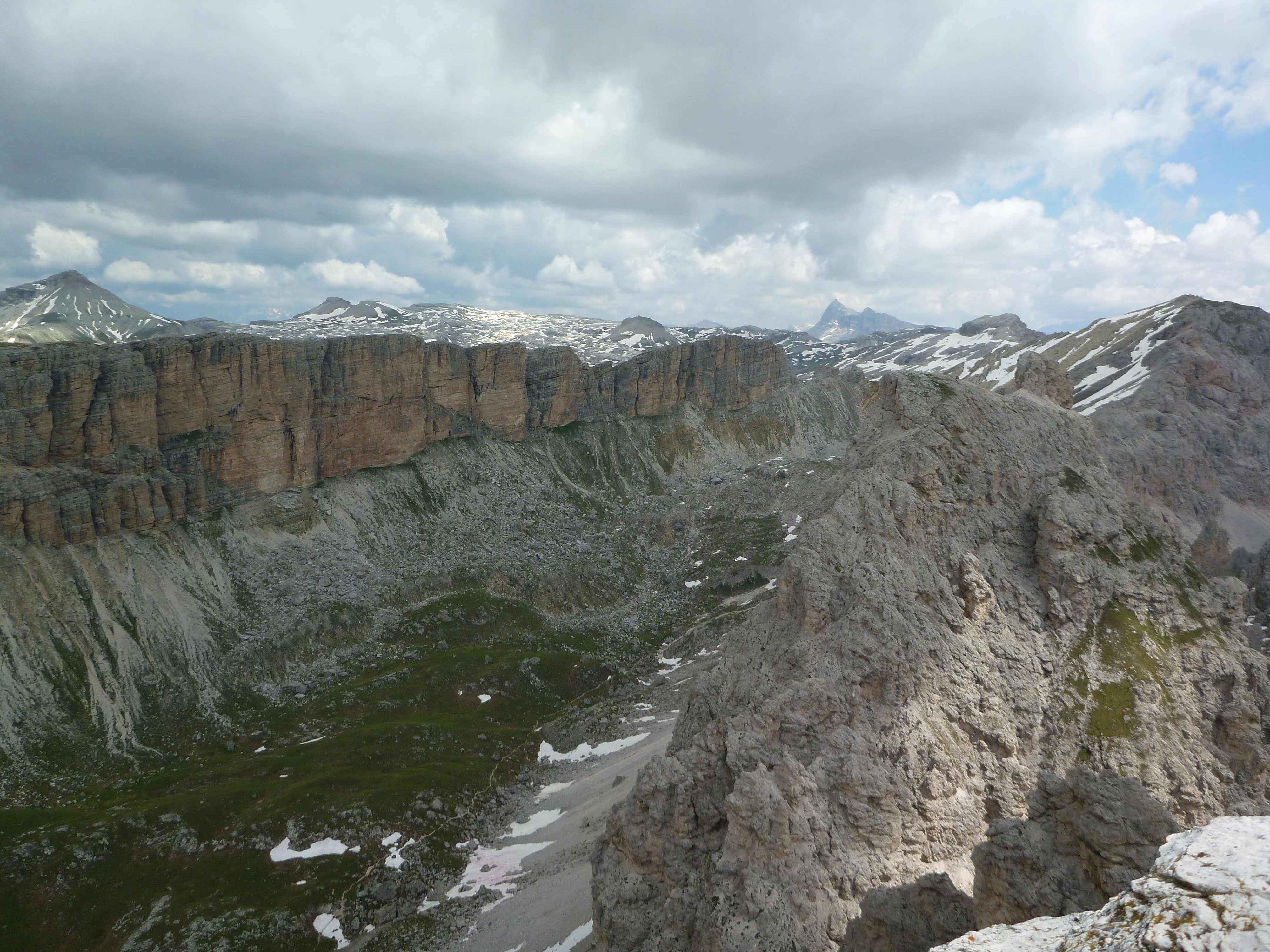
Chedul-Tal, das nördlich der Cirspitzen verläuft, von der Großen Cirspitze
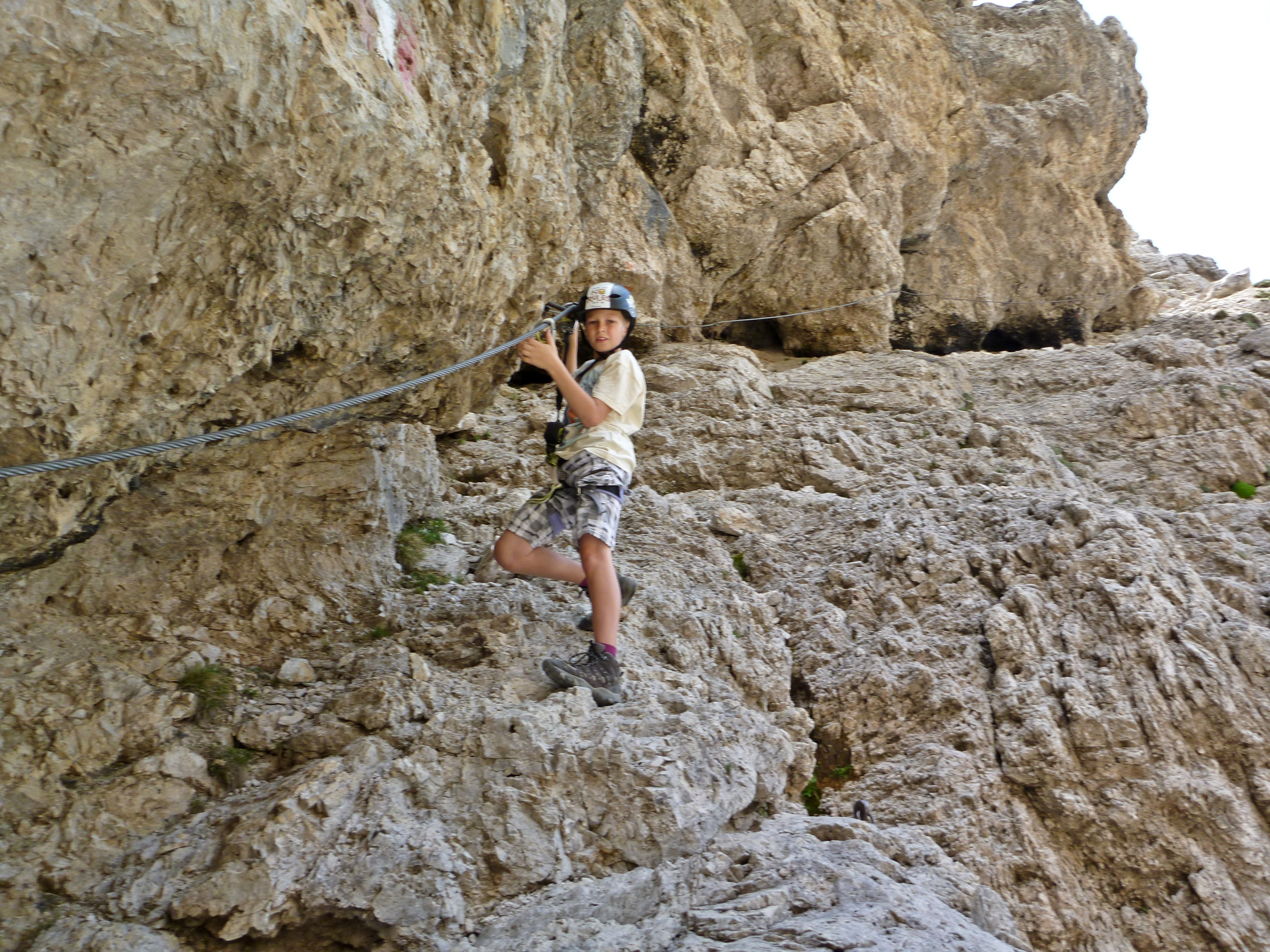
Klettersteig zur Großen Cirspitze